# Conrad Rautenbach

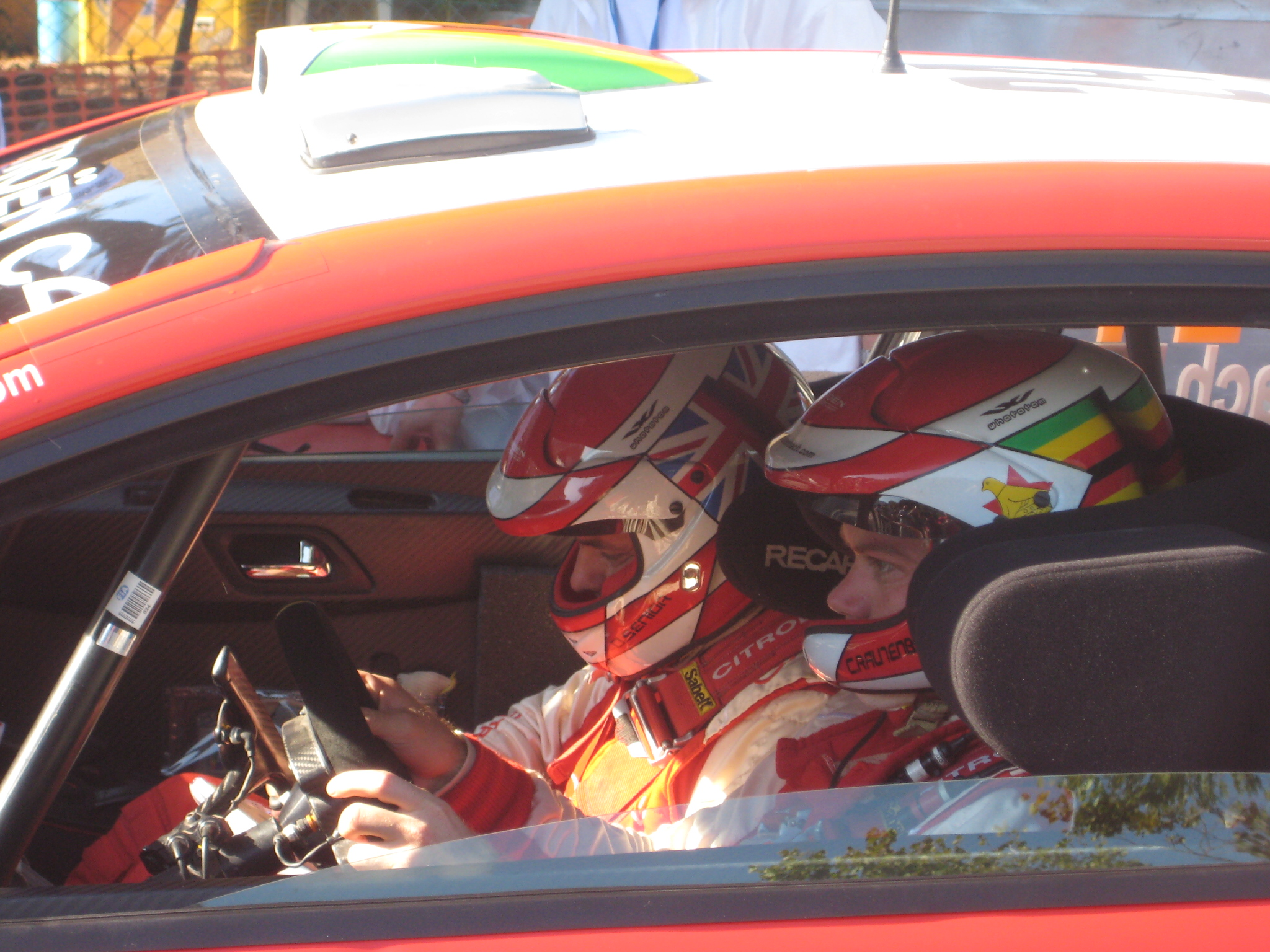
C.Rautenbach au Tour de Corse en 2008 (E.S.5)...

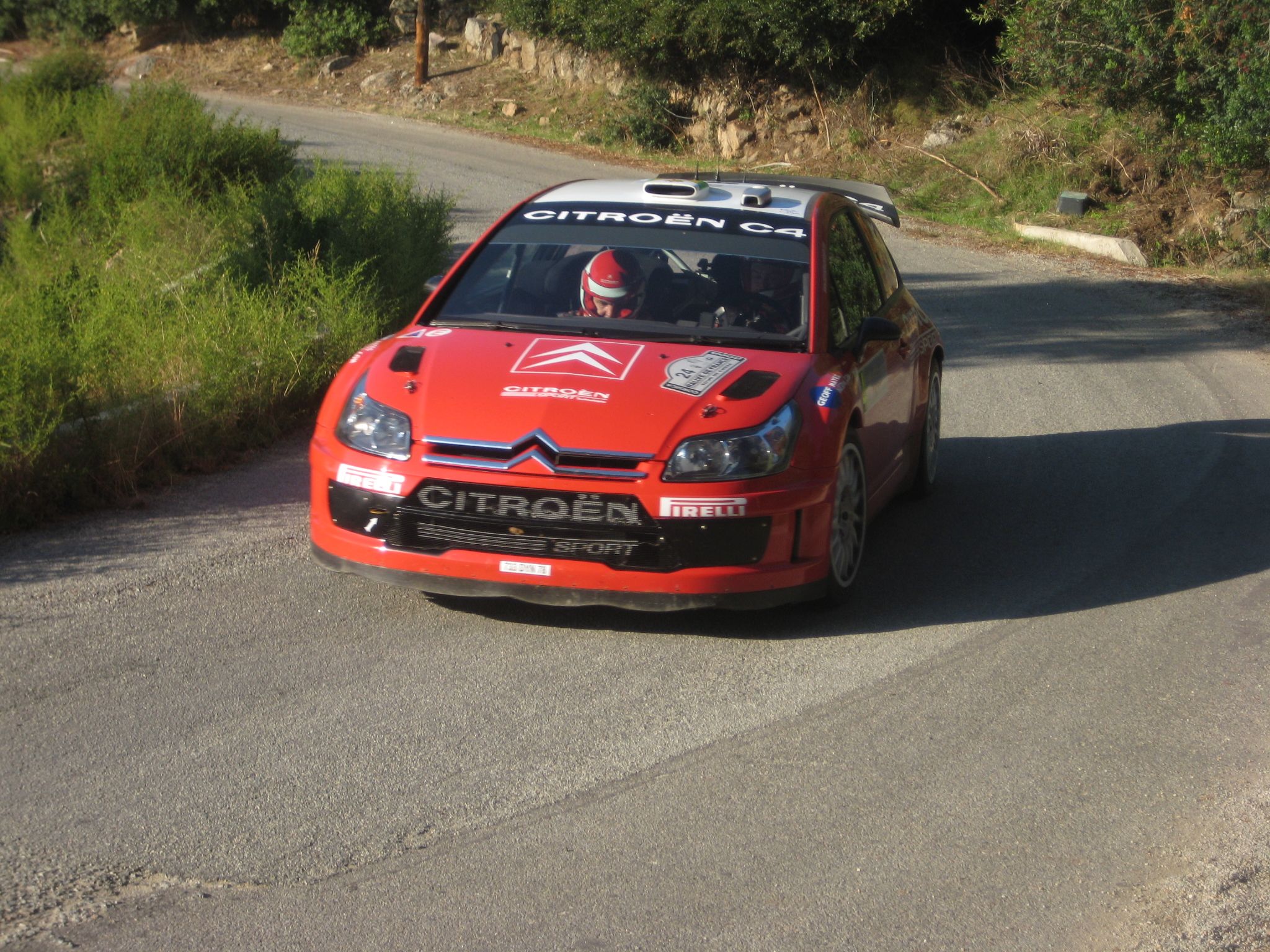
...même rallye (E.S.12).

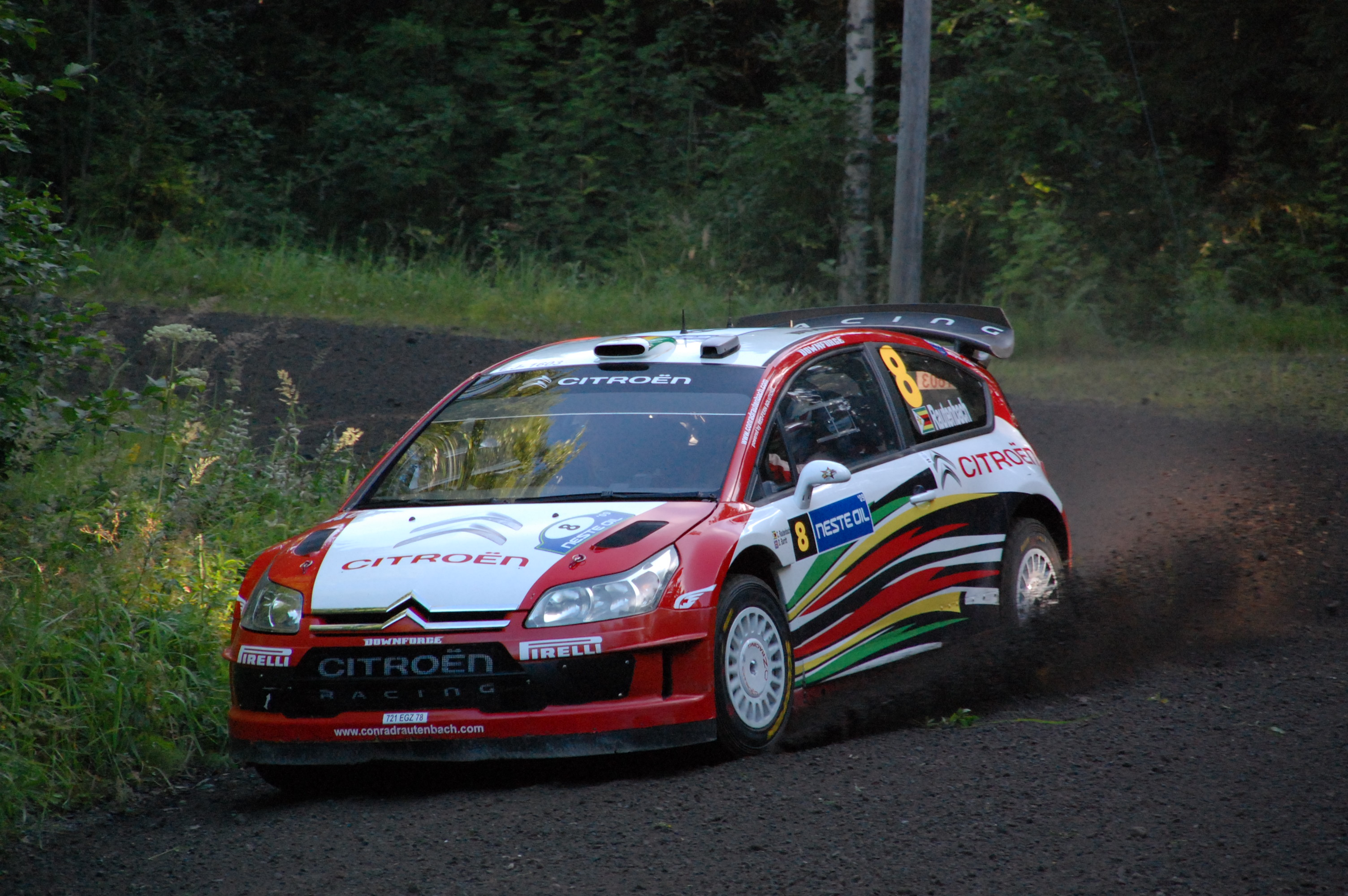
C.Rautenbach au rallye de Finlande en 2009.

Conrad Rautenbach est un pilote de rallye zimbabwéen, né le 12 novembre 1984 à Harare.

## Biographie
Il commence sa carrière en sport automobile en 2001, sur Toyota Corolla
Il termine huitième du JWRC en 2007 sur Citroën C2 1600S, et devient alors le champion du FIA championnat d'Afrique des rallyes, en remportant notamment le Safari Rally (qui faisait partie cette année-là aussi de l'Intercontinental Rally Challenge). 
Pour l'année 2008, il court sur Citroën C4 WRC en championnat du monde des rallyes au sein du Citroën Junior Team, son meilleur résultat étant une 4e place au rallye d'Argentine, avec David Senior pour copilote. Lors du rallye de Jordanie 2008, il percute frontalement Sébastien Loeb en liaison, alors qu'il rejoignait le départ d'une spéciale que Loeb venait de terminer. Cet événement et des performances insuffisantes n'ont pas facilité la suite de sa carrière en championnat du monde des rallyes. Il a pourtant disputé 56 manches entre 2004 et 2009, engrangeant 15 points.
En 2010 et 2011 il se concentre sur le championnat sud-africain, remportant 3 succès (Le Cap à deux reprises, et Hencom). 
En 2011, il remporte son second titre de champion d'Afrique.
Son père Billy Rautenbach termina 2e du rallye de Zambie en 1990, et 3e en 1991.

## Palmarès

### Titres
- Double Champion d'Afrique des rallyes, en 2007 sur Subaru Impreza (dont STi, copilote son compatriote Peter Marsh), et 2011 sur Ford Fiesta S2000 (copilote le français Nicolas Klinger);
- Champion d'Afrique du Sud des rallyes, en 2011 sur Ford Fiesta S2000;
  - Vice-champion d'Afrique des rallyes, en 2003;

### 9 victoires en championnat d'Afrique
- 2005, 2006, 2007 et 2011: Rallye du Zimbabwe;
- 2006: Rallye de Zambie;
- 2007: Rallye Safari du Kenya;
- 2007 et 2011: Rallye d'Ouganda;
- 2007: Rallye du Ruanda;
- 2011: Rallye d'Afrique du Sud (Sasol) (copilote Nicolas Klinger).